# Лернейська гідра
Гі́дра (грец. Ὕδρα, латинізація Hydra), Лерне́йська гідра (грец. Λερναία Ὕδρα) - чудовисько давньогрецької міфології, багатоголова змія, дочка Тифона й Єхидни, жила в болоті біля міста Лерна на Пелопоннесі і спустошувала навколишню місцевість. Знищення гідри було другим подвигом Геракла. Переносно гідра - запеклий ворог.

## Походження і шкода
Гідра була народжена Тіфоном і Єхидною та вихована Герою на шкоду Гераклу. За Діодором, це був стоголовий дракон; Сімонід нараховує в неї 50 голів, інші — лише 7; середня з голів була безсмертна. Деякі перекази наділяють гідру ще й крилами чи собачим тулубом. Дихання гідри отруювало все довкола, а саме чудовисько спустошувало родючі землі. За Сервієм, гідра вивергала воду, якою затоплювала довколишні землі, чим і створила болота. Вона оселилася біля міста Лерна, неподалік від якого знаходилися святилища Деметри, Діоніса і Афродіти.

## Знищення Лернейської гідри
Коли Еврістей наказав Гераклові вбити потвору, герой узяв собі на допомогу Іолая. Афіна вказала героєві де знаходиться лігвище гідри і порадила вигнати звідти чудовисько запаленими стрілами. Іолай вигнав гідру з лігва, а Геракл стиснув потвору руками, однак гідра обвилася навколо нього. Коли ж Геракл став збивати чудовиську голови довбнею, замість кожної збитої стали виростати по дві нові.
Гера послала на допомогу гідрі величезного рака, що поранив Геракла в п'яту, але сам був розтоптаний. Після цього Геракл наказав Іолаєві підпалити найближчі гаї, щоб розжареними головешками припікати збиті голови. Сервій зазначав, що вогнем Геракл спочатку висушив землю і перекрив усі створені гідрою джерела. Гідра більше не могла відрощувати нові голови з припечених місць і Геракл зміг дістати мечем до основної, золотої безсмертної голови. Відтявши безсмертну голову, він закопав її біля дороги в Елеунт і навалив зверху скелю. Тулуб герой розрубав на шматки, а отруйною кров'ю, що витікала з них, змазав свої стріли. Завдяки цьому Гераклові стріли стали смертельними навіть завдаючи малої подряпини.
На подяку ракові Гера помістила його сузір'я на небі. Еврістей відмовився зараховувати Гераклові подвиг, оскільки той здійснив його не самотужки.

## Трактування міфу про гідру
Павсаній вважав гідру реальною великою змією, причому описував її з однією головою. Сервій в евгемеричній традиції пояснював, що гідра уособлює джерела підземних річок, які періодично пробивалися на поверхню.
Робертом Грейвсом міф про гідру пов'язувався зі жрицями води в Лерні (можливо, вони ж постають як данаїди). Їх було 50, звідки кількість голів чудовиська за Сімонідом. Число голів у 7 вказує на 7 джерел, з яких витікала основна річка цієї місцевості — Амімона. Імовірно, міф про знищення Лернейської гідри відображає викорінення місцевих культів родючості. Жриці культів продовжували діяти у навколишніх платанових гаях, поки ахейці або дорійці не спалили їх.
На його ж думку міф відображає обряд випробувань, які повинен був пройти претендент на царський престол. Кульмінацією обряду, після битви зі звірами, було пірнання у воду за золотою коштовністю. За припущенням Грейвса, рак був доданий вже пізніми міфографами, щоб пояснити включення сузір'я Рака до зодіаку.

## Природний відповідник
Міфологічний образ має відповідник у природі. Відома мала прісноводна безхребетна тварина, з відрізаної навіть невеликої частинки тіла якої може вирости ціла. За цю особливість тварина дістала свою назву від міфічної гідри.

## Галерея

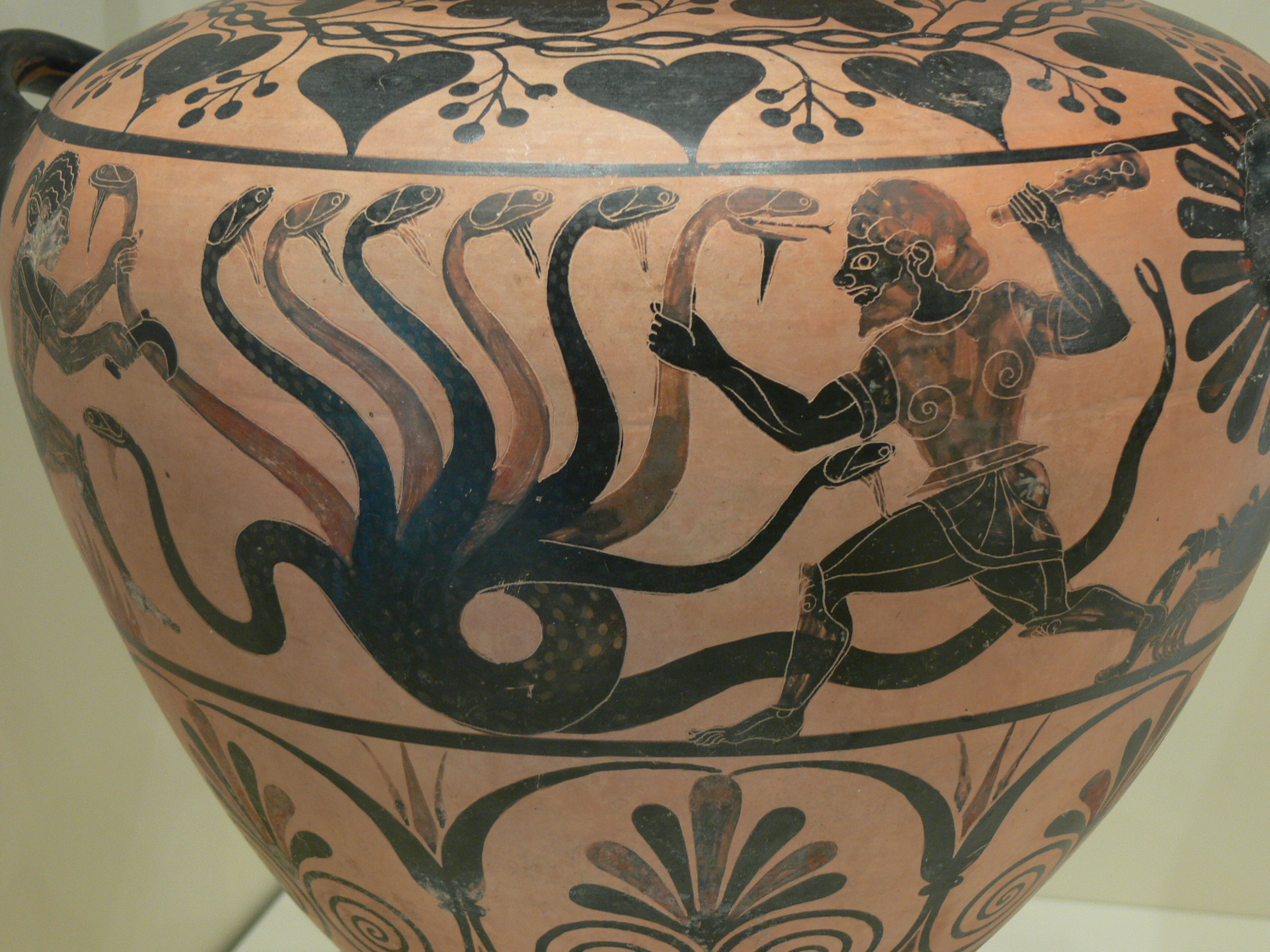
Геракл та Іолай борються з гідрою. Зображення на етруській керетанській чорнофігурній гідрії, Музей Гетті (між 520 та 510 до н.е.)
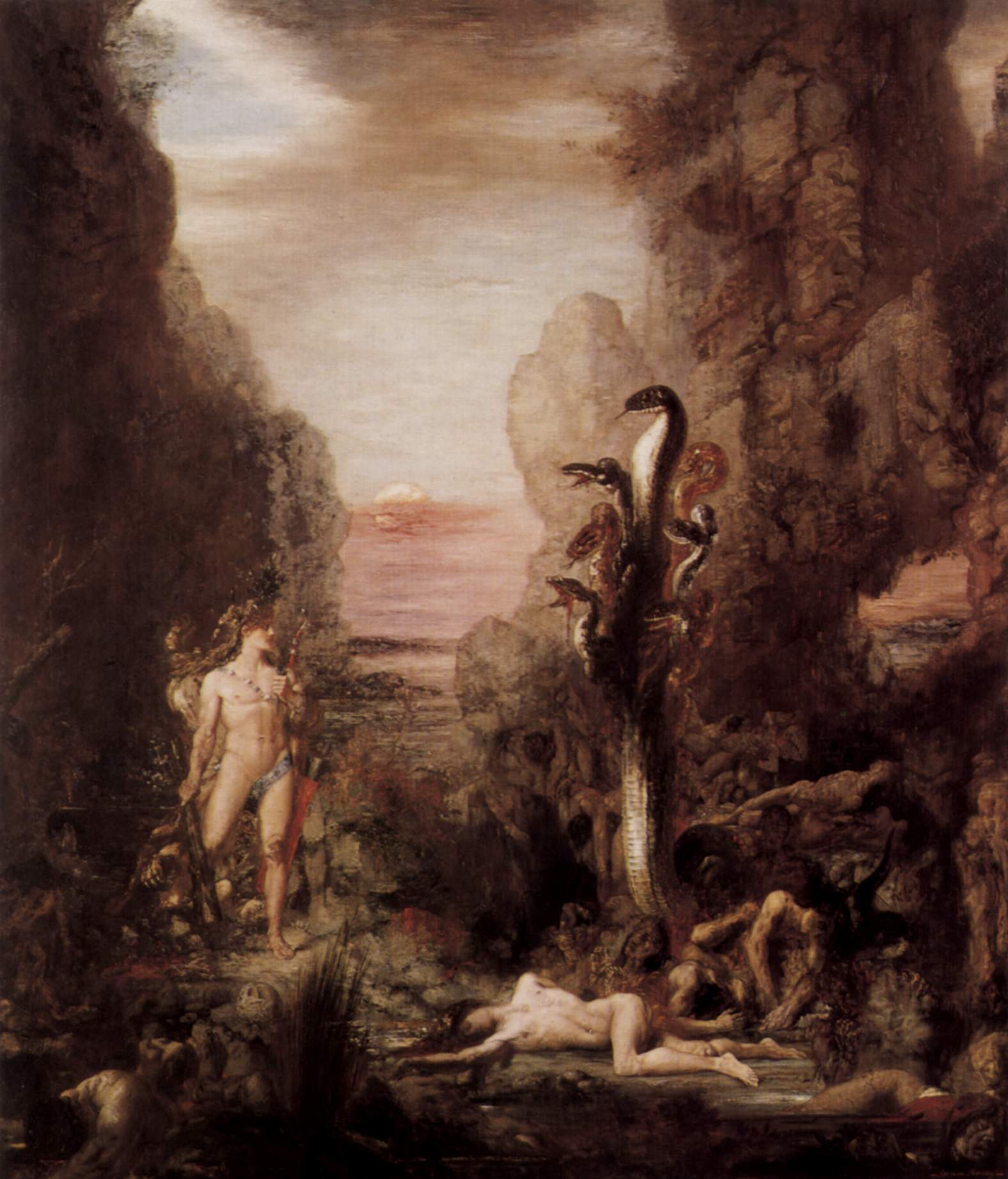
Геркулес і Лернейська гідра. Худ. Гюстав Моро, полотно, олія, Чиказький художній інститут (1876)
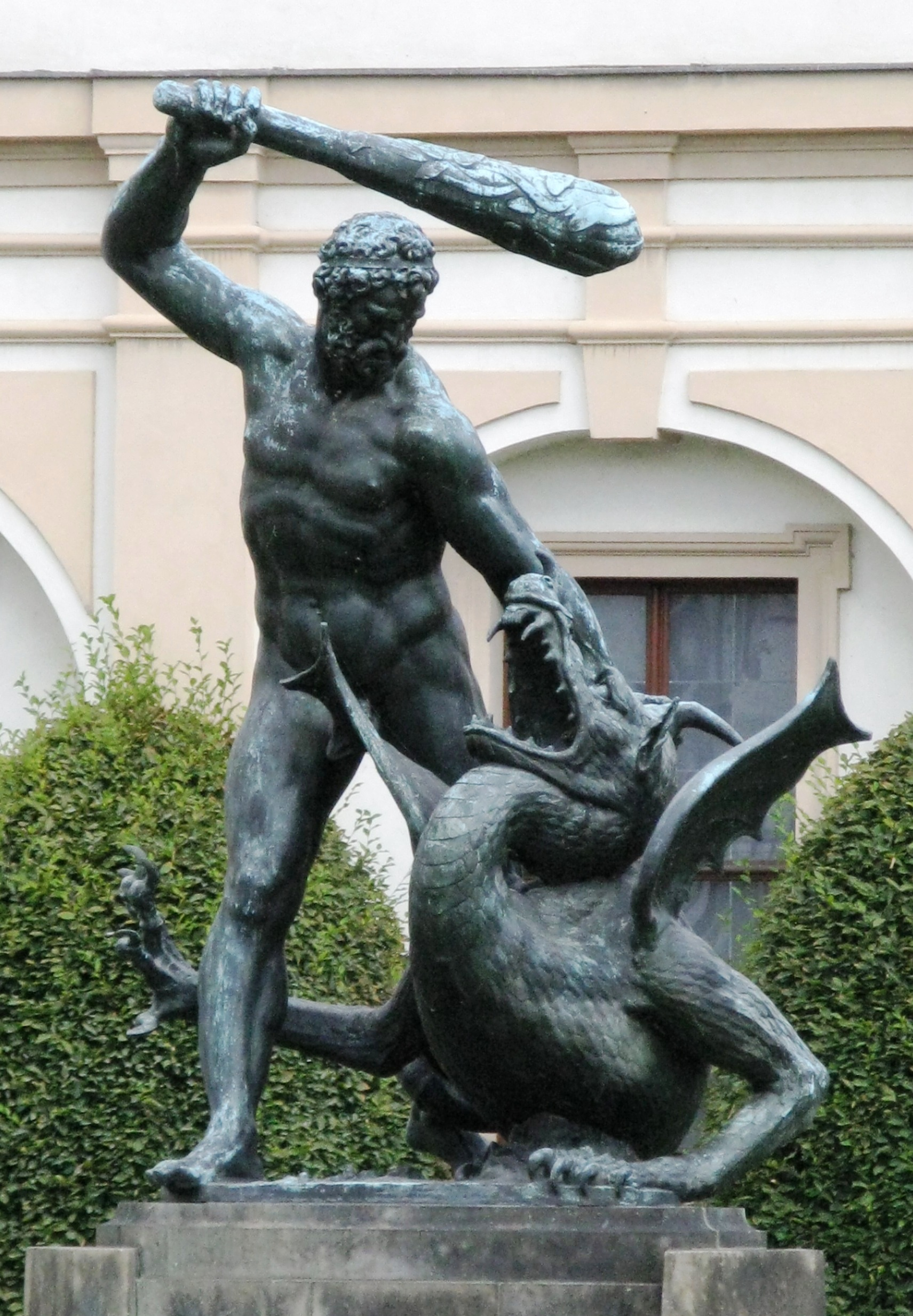
Геркулес та дракон. Статуя в парку Валдштейнського палацу, скульптор Адріан де Вріс
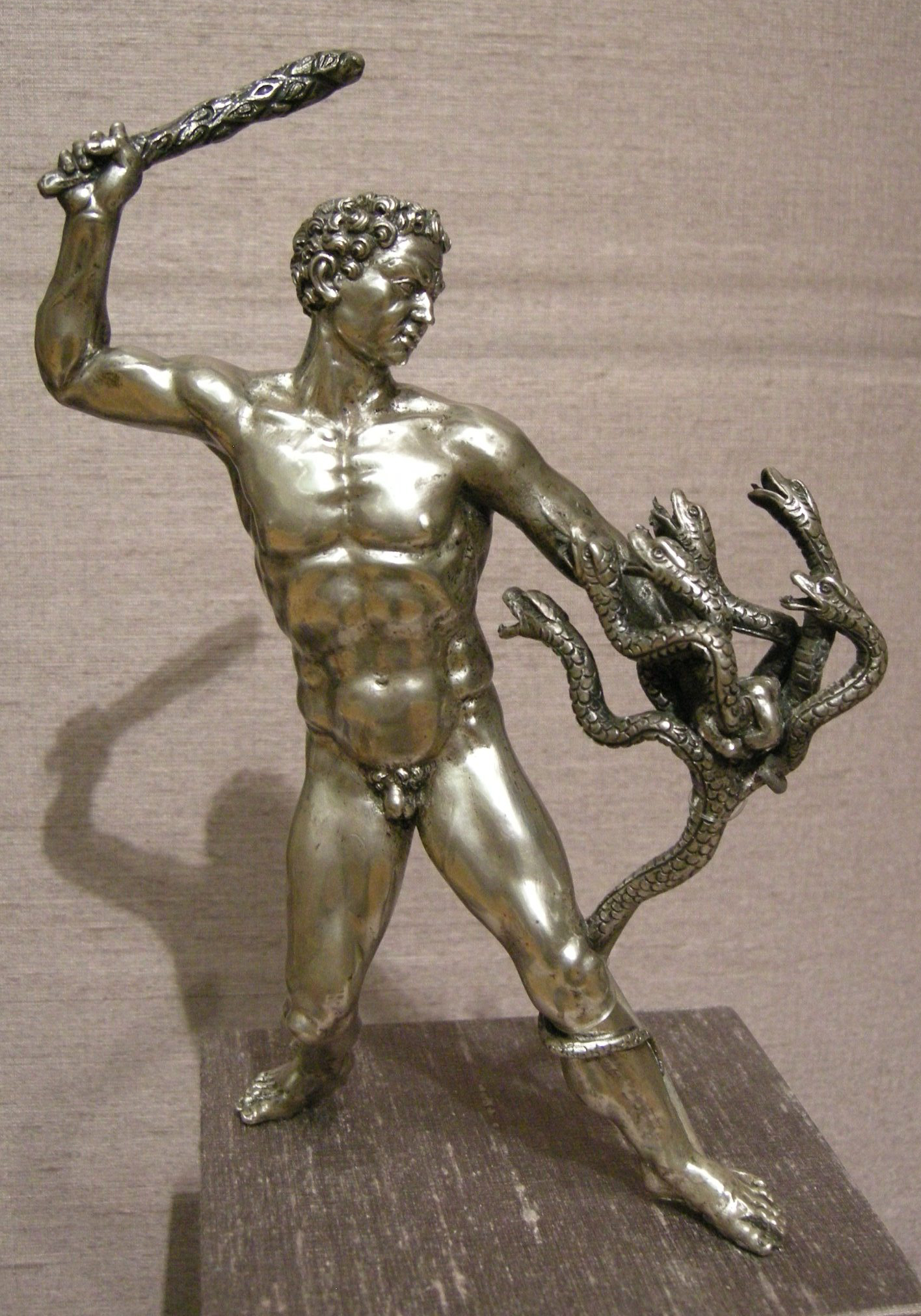
Геркулес і Лернейська гідра. Срібна статуя, Каліфорнійський палац Почесного легіону, Сан-Франциско (1530-ті роки)
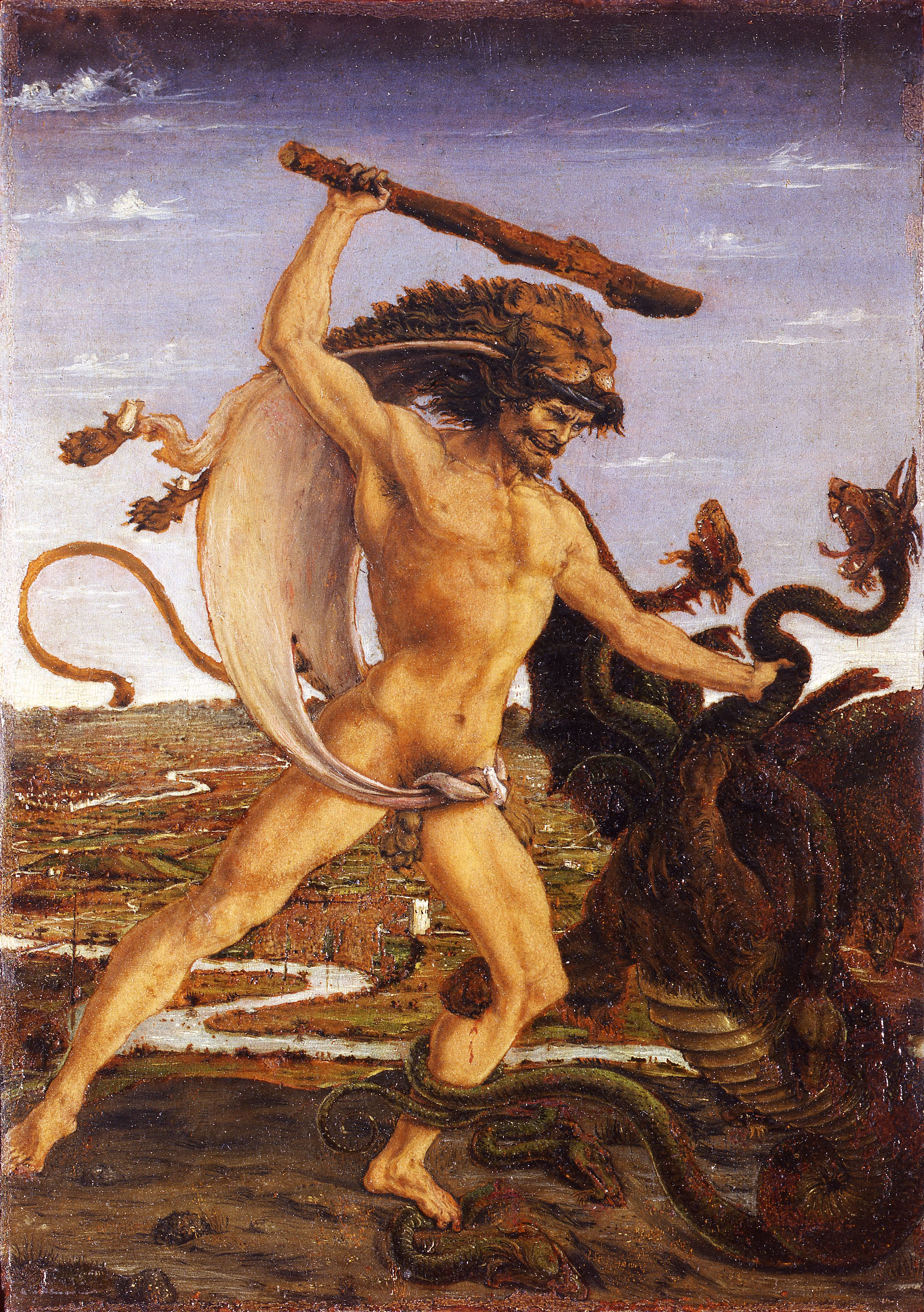
Геркулес і Гідра. Худ. Антоніо дель Поллайоло, галерея Уффіці, Флоренція , Італія (бл. 1475)